# Snoop Dogg
Calvin Cordozar Broadus, Jr. (Long Beach, Kalifornija, SAD, 20. listopada 1971.), bolje poznat po svom umjetničkom imenu Snoop Dogg (ranije poznat kao Snoop Doggy Dogg, a koristio je i ime Snoop Lion), američki je reper, pjevač, glazbeni producent, glumac i tekstopisac. Snoop Dogg je poznat kao MC na hip hop Zapadnoj sceni i jedan od najvidljivijih Dr. Dreovih suradnika. U srednjoj školi je bio član bande Crips. Ubrzo nakon mature, uhićen je za posjedovanje kokaina te je proveo šest mjeseci u zatvoru. Godine 1991. snimio je svoj demoalbum Over the Counter koji nikada nije objavljen u više primjeraka, te se nije mogao prodavati u javnim trgovinama. Njegova glazbena karijera započela je 1992. godine kada ga je uočio Dr. Dre. Gostovao je na nekoliko Dreovih pjesama s albuma The Chronic, te na pjesmi "Deep Cover" koja je glavna melodija u istoimenom filmu.
Snoop je svoj debitantski album Doggystyle objavio 1993. godine pod producentskom kućom Death Row Records. Album je u prvom tjednu prodan u 802.858 primjeraka, te brzo zaradio 4x platinastu certifikaciju. Album sadrži nekoliko hit singlova, uključujući "Who Am I (What's My Name)?" i "Gin and Juice". Godine 1996. Snoop je bio oslobođen svih optužba ubojstva Phillipa Woldemariama, te je objavio svoj drugi album Tha Doggfather koji je bio zadnji pod producentskom kućom Death Row Records. Prije nego što je 1998. godine objavio treći album Da Game Is to Be Sold, Not to Be Told , potpisao je ugovor s diskografskom kućom No Limit Records. Kasnije je objavio još dva albuma pod No Limit Recordsom; No Limit Top Dogg iz 1999. i Tha Last Meal iz 2000. godine. Snoop je 2002. godine potpisao ugovor za diskografske kuće Priority Records, Capitol Records i EMI, gdje je objavio svoj album Paid tha Cost to Be da Boss. Godine 2004. potpisao je ugovor za Geffen Records gdje je objavio sljedeća tri albuma R&G (Rhythm & Gangsta): The Masterpiece, Tha Blue Carpet Treatment i Ego Trippin'. Od 2009. do 2011. godine objavio je dva albuma Malice n Wonderland i Doggumentary, pod diskografskom kućom Priority Records. Krajem 2011. godine objavio je album Mac & Devin Go to High School zajedno s Wizom Khalifom.
Uz glazbu, Snoop Dogg je glumio u mnogim filmovima kao što je Dan obuke, te je bio voditelj u nekoliko televizijskih emisija kao što su Doggy Fizzle Televizzle, Snoop Dogg's Father Hood i Dogg After Dark. On je također trener mlade nogometne lige i srednjoškolske nogometne reprezentacije. Zbog nekoliko nevolja zabranjen mu je ulaz u Ujedinjeno Kraljevstvo i Australiju. Ulaz u Ujedinjeno Kraljevstvo je dobio nakon duge pravne bitke. Snoop je rođak Nate Doggu, Dazu Dillingeru, RBX-u i Lil' ½ Deadu, te Brandy Norwood. Snoop je oženjen za Shante Taylor, te s njom ima troje djece; kćer i dva sina. Godine 2009. Snoop je angažiran kao predsjednik u Priority Recordsu. Snoop je u svojoj karijeri osvojio mnoge nagrade. Trinaest puta je bio nominiran za nagradu Grammy ali nijednom ju nije osvojio. U svijetu je prodao preko 35 milijuna primjeraka albuma, a samo u Sjedinjenim Američkim Državama 15 milijuna.

## Raniji život

### Djetinjstvo i mladost
Ime je dobio po svome očuhu, Cordozaru Calvinu Broadusu, Sr. (10. prosinca 1948. – 9. studenog 1985., Los Angeles, Kalifornija). Calvin Cordozar Broadus, Jr. je rođen 20. listopada 1971. u Long Beachu, u bolnici Los Altos kao drugi od tri sina Beverly Broadus (djevojački Tate, rođena 27. travnja 1951., McComb, Mississippi). Njegov otac, Vernall Varnado (rođen 13. prosinca 1949., Magnolia, Mississippi) koji je bio vijetnamski veteran, pjevač i poštar često je bio odsutan od Calvinovog života. Roditelji su Calvinu Broadusu dali nadimak "Snoopy" zbog njegovog izgleda, ali su ga kod kuće zvali Calvin. Njegova majka i očuh su se razveli 1975. godine. Calvin je u ranoj dobi počeo pjevati i svirati klavir u Baptističkoj Crkvi Golgotha Trinity; tijekom pohađanja šestog razreda počeo je repati. Pohađao je srednju školu Long Beach Polytechnic, te je nakon završetka školovanja optužen za prodaju kokaina, pa je proveo šest mjeseci u okružnom zatvoru.

### Počeci karijere
Kao tinejdžer Snoop Dogg je često upadao u nevolje sa zakonom. Snoop je bio član bande Rollin' 20 Crips na istočnoj strani Long Beacha, iako je 1993. izjavio da se nikada nije pridružio bandi. Osuda za prodaju kokaina dovela ga je do situacije da više bude u zatvoru nego izvan njega. Snoop, zajedno sa svojim rođakom Nate Doggom i Lil' ½ Deadom, te prijateljem Warren G-om snimio je kućnu snimku "Sooper Dooper Snooper" za njihovu grupu 213 koja je dobila naziv po pozivnom broju za Long Beach. Bivši član rap sastava N.W.A., The D.O.C. naučio ga je strukturu svojih tekstova spajati u stihove i refrene. U početku godine 1991. producent Dr. Dre je čuo Snoopovu snimku, te ga je pozvao kao gostujućeg vokala na pjesmi "Never Missin' A Beat" i "Pimpology 101". Nakon što su snimili te dvije pjesme, Snoop je odlučio napraviti album i objaviti ga pod nazivom Over the Counter. To mu nije uspjelo jer Death Row Records još nije bila objavljena kao službena diskografska kuća. Više je bila diskografska organizacija Dreovih odgovarajućih partnera.

## Karijera

### Doggystyle(1992. – 1995.)
Kad je počeo snimati glazbu i repati uzeo je umjetničko ime Snoop Doggy Dogg. Snoop je počeo surađivati s Dr. Dreom 1992. godine na soundtracku za film Deep Cover, te je nastala pjesma "Deep Cover" koja je probila Snoopa na glazbenu scenu. Kasnije je bio gost na albumu The Chronic, gdje je gostovao na gotovo svim pjesmama. Album je proizveo tri singla "Nuthin' but a 'G' Thang", "Fuck wit Dre Day (And Everybody's Celebratin')" i "Let Me Ride", a na svima se pojavljuje kao gost. Singl koji je još više lansirao Snoopovu karijeru bio je "Nuthin' but a 'G' Thang" koji je na top ljestvici Billboard Hot 100 debitirao na poziciji broj dva.
Debitantski album Doggystyle je objavio 23. studenog 1993. godine pod diskografskom kućom Death Row Records. Album je doživio veliki uspjeh, te je u prvom tjednu prodan u 802,858 primjeraka. Singlovi s albuma "Who Am I (What's My Name)?" i Gin and Juice su ušli u top deset najemitiranijh pjesama u Sjedinjenim Američkim Državama, a album je na Billboardovim ljestvicama stajao nekoliko mjeseci. Tada je gangsta rap postao središte cenzure kao i sam Snoop Dogg. Doggystyle kao i The Chronic sadrže mnogo suradnja s reperima iz producentske kuće Death Row uključujući Daza Dillingera, Kurupta, Nate Dogga i druge. Rolling Stoneov glazbeni kritičar Touré izjavio je da Snoop ima mekan vokal u odnosu na druge repere: "Snoopov vokalni stil je dio onoga što ga razlikuje od drugih repera, gdje ostali reperi imaju povišen ton glasa, Snoop je smiren te ima ujednačen tok".
Godine 1994. objavio je kompilacijski album Murder Was The Case koji sadrži i kratki film. Iste godine nominiran je i za prvu nagradu Grammy za pjesmu "Nuthin' but a 'G' Thang" zajedno s Dr. Dreom u kategoriji za najbolju rap izvedbu. Snoop je 6. srpnja 1995. godine osnovao svoju diskografsku kuću Doggy Style Records koju je registrirao državni tajnik Kalifornije pod brojem poslovnog subjekta C1923139.

### Tha Doggfather(1996. – 1997.)
Nakon što je Snoop Dogg bio oslobođen optužbi za ubojstvo 20. veljače 1996. godine, zajedno sa svojom ženom, sinom i 20 pit bullova preselio se u 5.000 kvadratnu kuću u Claremontu, Kaliforniji. U kolovozu iste godine za diskografsku kuću Doggy Style Records ugovor je potpisao Charlie Wilson kao jedan od prvih članova diskografske kuće.
Snoop je 12. studenog 1996. godine objavio svoj drugi studijski album Tha Doggfather. Te iste godine producent Suge Knight je bio optužen za ubojstvo Snoop Doggovog prijatelja i repera Tupaca Shakura. U ranoj 1996. godini Dr. Dre je napustio Death Row Records zbog isteka ugovora, tako da je Snoop bio isvršni producent na albumu Tha Doggfather zajedno s Dazom Dillingerom i DJ Poohom. Na ovome albumu su znakovite promjene u odnosu na Doggystyle, a na singlu "Snoop's Upside Ya Head" je istaknuta suradnja s Charlijem Wilsonom. Album je bio uspješan, ali ne toliko kao njegov prethodnik. Zaradio je dvostruku platinastu certifikaciju u Sjedinjenim Američkim Državama. Tha Doggfather ima nešto mekši pristup G-funk stilu. Snoop je nakon objavljivanja albuma odbio surađivati sa Suge Knightom, te je nakon isteka ugovora s Death Row Recordsom napisao pjesmu "Fuck Death Row".
Nakon Tha Doggfathera Snoop se počeo udaljavati od gangsta rap stila prema mirnijoj lirskoj estetici. Snoop je 1997. godine nastupio na glazbenom festivalu Lollapalooza gdje su se uglavnom nalazili rock izvođači.

### Da Game Is to Be Sold, Not to Be Told,No Limit Top DoggiTha Last Meal(1998. – 2000.)
Nakon odlaska iz Death Rowa mijenja ime iz Snoop Doggy Dogg u samo Snoop Dogg. Godine 1998. potpisao je ugovor za Master P-jevu diskografsku kuću No Limit Records (distribuira Priority Records/EMI), te je 4. kolovoza objavio svoj treći studijski album Da Game Is to Be Sold, Not to Be Told. Album je zaradio dvostruko platinastu certifikaciju u Sjedinjenim Američkim Državama. Prvi singl s albuma "Still a G Thang" bio je najuspješniji. Iste godine glumio je i u svom prvom filmu Half Baked u ulozi Scavengera Smokera.
Odmah sljedeće godine 11. svibnja objavio je album No Limit Top Dogg. Album je prodan u 1.503.865 primjeraka, te je proizveo četiri singla od kojih je najuspješniji bio "Bitch Please" na kojem gostuje Xzibit i Nate Dogg. Iste godine Snoop objavljuje svoju autobiografsku knjigu Tha Doggfather: The Times, Trials, and Hardcore Truths of Snoop Dogg. Datuma 19. prosinca 2000. godine objavio je peti studijski album Tha Last Meal koji je u prvome tjednu prodan u 397.238 primjeraka. Vodeći singl s albuma je "Snoop Dogg (What's My Name Pt. 2)" koji je na top ljestvici Billboard Hot 100 završio na poziciji broj sedamnaest.
U lipnju 2000. godine Snoop je krenuo na turneju Up In Smoke Tour zajedno s Dr. Dreom, Ice Cubeom, Eminemom, Xzibitom i ostalima. Iste godine gostovao je na televizijskoj emisiji Behind the Music, gdje je govorio o svom životu i karijeri.

### Paid tha Cost to Be da Boss(2001. – 2003.)
Snoop je 2001. godinu započeo glumeći u mnogim filmovima kao što su Dan obuke, Bones i The Wash u kojem je imao glavnu ulogu uz Dr. Drea. U filmu Denzela Washingtona Dan obuke glumio je dilera u invalidskim kolicima. U horor filmu Bones glumio je ubijenog mafijaša koji se vraća iz mrtvih da bi se osvetio onome tko ga je ubio. Godine 2002. Snoop je bio voditelj i glumac u svojoj televizijskoj skeč komediji Doggy Fizzle Televizzle koja se prikazivala jednu godinu.
Svoj šesti studijski album Paid tha Cost to Be da Boss objavio je 26. kolovoza 2002. godine pod diskografskim kućama Priority Records, Capitol Records i EMI, te vlastite diskografske kuće Doggy Style Records. Album je prodan u preko 1.300.000 primjeraka, te je zaradio platinastu certifikaciju u Sjedinjenim Američkim Državama. Iste godine je objavio prvi singl s albuma "From tha Chuuuch to da Palace" koji je na top ljestvici Billboard Hot 100 debitirao na poziciji broj 77. Početkom 2003. godine objavio je drugi singl s albuma "Beautiful" koji je bio uspješniji, dosegnuvši poziciju broj šest na top ljestvici Billboard Hot 100.

### R&G (Rhythm & Gangsta): The Masterpiece(2004. – 2005.)
Snoop je 2004. godine nastavio glumiti u filmovima i serijama. Gostovao je u epizodi "Two of a Kind" televizijske serije Las Vegas. Te iste godine glumio je u filmu Starsky & Hutch kao jedan od glavnih glumaca zajedno s Benom Stillerom i Owenom Wilsonom. Također je gostovao u televizijskoj seriji Trava u epizodi "MILF Money", te u seriji Entourage. Te godine potpisao je ugovor s diskografskim kućama Geffen Records i Star Trak Entertainment.
Iste godine se pridružio grupi 213 zajedno s Warren G-jem i Nate Doggom. Kasnije su objavili album The Hard Way koji je debitirao na poziciji broj četiri na top ljestvici Billboard 200. U studenome 2004. godine objavio je svoj sedmi studijski album R&G (Rhythm & Gangsta): The Masterpiece. Album je na top ljestvici Billboard 200 debitirao na poziciji broj šest, te je kasnije zaradio platinastu certifikaciju u Sjedinjenim Državama. Album je u većini država svijeta bio uspješan na top ljestvicama. Album je proizveo četiri singla "Drop It Like It's Hot", "Let's Get Blown", "Signs" i "Ups & Downs". Najuspješniji su bili "Signs" i "Drop It Like It's Hot" što je bio ujedno i Snoopov prvi singl na prvome mjestu na top ljestvici Billboard Hot 100. Pjesma je od strane časopisa Billboard proglašena najpopularnijom hip hop pjesmom desetljeća.
Pjesma je sljedeće godine dobila dvije nominacije za nagradu Grammy u kategorijama za najbolju rap izvedba u grupi (Best Rap Performance by a Duo or Group) i najbolju rap pjesma (Best Rap Song). Snoop je osnovao vlastitu producentsku tvrtku Snoopadelic Films, 2005. godine. Debitantski film tvrtke je Boss'n Up, inspiriran albumom R&G (Rhythm & Gangsta): The Masterpiece. U filmu također gostuju Lil Jon i Trina.

### Tha Blue Carpet Treatment(2006.)
Snoop Dogg je početkom 2006. godine gostovao na dvije pjesme s Ice Cubeovog albuma Laugh Now, Cry Later, uključujući singl "Go To Church" na kojem također gostuje Lil Jon. Pjesma "Real Talk" je objavljena u ljeto 2006. preko interneta. Namijenjena je kao nepoštovanje prema Arnoldu Schwarzeneggeru, guverneru Kalifornije i kao posveta bivšem glavnom čovjeku ulične bande Crips, Stanleyju Williamsu. Tijekom godine gostovao je na mnogo pjesama, raznih izvođača kao što su Too Short, Coolio, Pharrell, te grupa Pussycat Dolls.
Snoop je svoj osmi studijski album Tha Blue Carpet Treatment objavio u studenom 2006. godine. Album je na top ljestvici Billboard 200 debitirao na poziciji broj pet. Album je prodan u 850.000 primjeraka, te je u Sjedinjenim Američkim Državama zaradio zlatnu certifikaciju. Tha Blue Carpet Treatment je proizveo pet singlova uključujući "That's That" na kojem gostuje R. Kelly, kojeg su kritičari najviše pohvalili. Iste godine bio je nominiran na nagradu Grammy za pjesmu "I Wanna Love You" zajedno s Akonom u kategoriji za najbolju rap suradnju.

### Ego Trippin'(2007. – 2008.)
U srpnju 2007. godine Snoop je ušao u povijest kao prvi izvođač koji je pjesmu prvo objavio kao ringtone, a tek poslije kao singl. Snoop je 7. srpnja 2007. godine nastupio na Live Earth koncertu u Hamburgu. Snoop je 2008. godine glumio u Indijskom filmu Singh Is Kinng, te je snimio pjesmu za film koja je objavljena 8 lipnja 2008. godine.
Snoop je 2008. godine objavio svoj deveti studijski album pod nazivom Ego Trippin' koji je prodan u 400,000 primjeraka samo u SAD-u. Prvi singl s albuma je "Sexual Eruption" koji je na Billboard Hot 100 dosegao sedmo mjesto. Na toj pjesmi Snoop prvi puta koristi autotune. Produkcija na albumu je QDT (Quik-Dogg-Teddy).

### Malice 'n' Wonderland(2009. – 2010.)
Snoop Dogg je 2009. imenovan za predsjednika producentske kuće Priority Records. Njegov deseti studijski album Malice 'n' Wonderland objavljen je 8. prosinca 2009. godine. Album je debitirao na 23. mjestu na top ljestvici Billboard 200 i u prvom tjednu je prodan u 61,000 primjeraka. Singlovi s albuma su "Gangsta Luv" zajedno s The-Dreamom, "I Wanna Rock" i "Pronto" zajedno sa Soulja Boyom. Snoop je ponovno objavio album pod nazivom More Malice. Snoop je 2010. godine surađivao s britanskom hip hop grupom Gorillaz. U svibnju 2010. zajedno s Katy Perry objavio je hit singl "California Gurls" koji se nalazi na albumu Teenage Dream. U studenom 2010. gostovao je na Dr. Dreovom singlu "Kush" s albuma Detox.

### Doggumentary(2011. - danas)
Snoop Dogg je prvi put objavio rad na nastavku albuma Doggystyle tijekom studijske seanse zajedno s hip hop producentom i reperom Swizz Beatzom. Izjavili su da su snimili osamnaest pjesama za album. Album se trebao zvati Doggystyle 2: The Doggumentary, ali je kasnije preimenovan u Doggumentary.

## Medijske izvedbe
Snoop Dogg se pojavljivao na televiziji i u filmovima tijekom svoje karijere. Godine 2001. Snoop je posudio svoj glas za animirani film King of the Hill u kojem je on glumio bijelog svodnika "Alabastera Jonesa". Glumio je glavnog lika u filmu The Wash zajedno s Dr. Dreom. U filmu Dan obuke (Training Day) s Denzelom Washingtonom, Snoop je glumio dilera u invalidskim kolicima. Glumio je u horor filmu Bones kao ubijeni mafijaš koji se vraća iz mrtvih da bi se osvetio onome tko ga je ubio.
Godine 2002. Snoop je bio voditelj i glumac u svojoj televizijskoj skeč komediji Doggy Fizzle Televizzle. U studenome 2004. godine glumio je u epizodi "Two of a Kind" televizijske serije Las Vegas. Te iste godine glumio je u filmu Starsky & Hutch kao jedan od glavnih glumaca zajedno s Benom Stillerom i Owenom Wilsonom. Glumio je u televizijskoj seriji Weeds u epizodi "MILF Money".
Snoop je osnovao vlastitu producentsku tvrtku Snoopadelic Films, 2005. godine. Debitantski film tvrtke je Boss'n Up, film koji je inspiriran albumom R&G (Rhythm & Gangsta): The Masterpiece. U filmu glume Lil Jon i Trina. U prosincu 2007. godine objavio je svoj reality show Snoop Dogg's Father Hood. Snoop se pridružio NBA Entertainment ligi. U travnju 2008. godine bio je voditelj na Wrestle Manije. Dana 8. svibnja 2008. Snoop se pojavio u ABC-ovoj sapunici One Life to Live, s uvodnom pjesmom za dvije epizode.
Snoop je na dan Michael Jacksonove smrti (25. lipnja 2009.) izjavio: "Osjećam da njegova glazba nikada neće umrijeti budući da je imao utjecaja na toliko nas ostalih. Pružio nam je vjeru u to da bismo mogli postati veliki. Sa svojim je fanovima bio vrlo blizak, a to mi se činilo tako posebnim. To je jedna od stvari koje sam kod Mikea volio. Kada sam ga upoznao, osjetio sam taj duh". Godine 2009. Snoop je objavio pjesmu "Dove Of Peace" za film Brüno zajedno s Bonom, Slashom i Chrisom Martinom iz grupe Coldplay. U prvome mjesecu 2010. godine Snoop je zajedno s Davidom Beckhamom snimio reklamni spot za novu liniju tenisica Adidas. Snoop je 21. svibnja 2010. godine bio na naslovnici DUB časopisa. Snoop je u lipnju 2010. godine snimo pjesmu za televizijsku seriju True Blood (hrv. Okus krvi). Snoop je 2010. godine htio unajmiti cijelu državu Lihtenštajn za snimanje video spota. Snoop je 17. veljače 2011. godine pustio u prodaju svoju liniju tenisica Adidas.

## Privatni život
Calvin Broadus se 12. lipnja 1997. oženio za Shante Taylor. Snoop Dogg ima troje djece, dva sina i kćer. Snoopovi prvi rođaci su Ray J i Brandy. Snoop je fan heavy metal grupe Metallica. 2003. godine uživo na MTV-iju Snoop Dogg je otpjevao njihovu pjesmu "Sad But True", može se pogledati na YouTubeu. DNK test Georgea Lopeza u emisiji Lopez Tonight potvrdio je da je Snoop 0% azijskog, 23% indijanskog, 6% europskog i 71% afričkog podrijetla.
Snoop Dogg je obožavatelj Los Angeles Dodgersa i Los Angeles Lakersa. Također je strastveni fan Pittsburgh Steelersa i često nosi njihovu odjeću. Snoop je spomenuo da je njegova ljubav za Pittsburgh Steelerse počela još 1970-ih tijekom odrastanja u Los Angelesu. Godine 2005. Snoop je izjavio da bi volio biti NFL trener. Snoop je certificirani trener sinovog nogometnog školskog kluba John A. Rowland.
Snoop je 2009. u muzeju Madame Tussauds u Las Vegasu dobio svoju figuru od voska. Snoop se nalazi na sedmom mjestu Forbesove liste najbogatijih repera "Hip Hop Cash Kings" sa zaradom od 17 milijuna dolara. Snoop je popularizirao sufiks -izzle. Taj izraz je bio već u uporabi ali ni približno koliko je sad to u hip hop kulturi.
Obožavateljem je engleskog komičara Bennyja Hilla. Snoop Dogg je jednom 2011. izjavio da je način na koji je Benny Hill spajao pjesme s humorom "bio ispred svog vremena" te da bi ga rado glumio u biografskom filmu "pa ako treba obojio bi lice u bijelo". Obojici je svojstveno da su ih napadale feministice.

### Pravna pitanja
Tijekom snimanja Doggystylea u kolovozu 1993. godine, Snoop je bio uhićen jer je imao veze s ubojstvom Phillipa Woldermariana, člana suparničke bande kojeg je ubio Snoopov tjelohranitelj, McKinley Lee. Snoop je optužen za ubojstvo zajedno s McKinley Leejom dok je vozio automobil iz kojeg je bilo počinjeno ubojstvo. Snoopa i Leeja je branio Johnnie Cochran. Snoop i Lee bili su oslobođeni, ali je Snoop ostao u pravnoj bitci još tri godine. U srpnju 1993., Snoop je zaustavljen zbog prometnih prekršaja i vatrenog oružja kojeg je policija pronašla tijekom pretrage automobila. U veljači 1997. godine je priznao krivnju te je platio 1.000 dolara kazne i odslužio tri godine uvjetno. Dva puta, u svibnju 1998. i listopadu 2001. bio je uhićen za posjedovanje marihuane. Kažnjen je s ukupno 398.30 dolara i trideset dana zatvora.
Snoop Dogga, Tha Dogg Pound i Gamea je tužio napadnuti obožavatelj u svibnju 2005. godine na koncertu u Auburnu, Washingtonu. Tužitelj, Richard Monroe, Jr., tvrdio je da je pretučen od strane tjelohranitelja dok je trajala montaža pozornice. Tvrdio je da su ga pozvali na pozornicu i da prije nego što je stigao bio je pretučen od strane Snoopovih tjelohranitelja. Snoop i The Game su uključeni u slučaj jer nisu intervenirali. Tužba se fokusira na novčanu kaznu od 22 milijuna dolara i namjerno nanošenje emocionalnog stresa.
Dana 26. travnja 2006., Snoop Dogg i njegova pratnja uhićeni su nakon vandalizma u avionu i duty free trgovini pri čemu je ozlijeđeno sedam policajaca. Dana 15. svibnja Snoop Doggu je zabranjen ulaz u Ujedinjeno Kraljevstvo. Nakon peticije Snoop Doggu je u ožujku 2010. godine dopušten ulaz u Ujedinjeno Kraljevstvo. U rujnu 2008. Australija je podigla zabranu prikazivanja Snoop Doggovih video spotova, ali mu je omogućeno korištenje vize za turneju. DIAC je izjavio "Pri donošenju ove odluke, odjel prosuđuje njegove kriminalne radnje tijekom svojih prethodnih ponašanja tijekom boravka u Australiji. Uzeli smo u obzir sve relevantne čimbenike, te je odjel odlučilo odobriti vizu".
Snoop Dogg je 7. siječnja 2012. godine ponovno bio uhićen zbog posjedovanja marihuane, koju je policija pronašla u autobusu za turneju na granici s Meksikom u gradu El Pasu, Teksasu. Na istome mjestu zbog marihuane 2010. godine bio je uhićen country pjevač Willie Nelson. Snoop je odmah istog dana pušten iz zatvora uz jamčevinu.

## Diskografija
| - Doggystyle (1993.) - Tha Doggfather (1996.) - Da Game Is to Be Sold, Not to Be Told (1998.) - No Limit Top Dogg (1999.) - Tha Last Meal (2000.) - Paid tha Cost to Be da Boss (2002.) - R&G (Rhythm & Gangsta): The Masterpiece (2004.) - Tha Blue Carpet Treatment (2006.) - Ego Trippin' (2008.) - Malice n Wonderland (2009.) - Doggumentary (2011.) - Reincarnated (2012.) - Tha Eastsidaz (2000.) - Duces 'n Trayz: The Old Fashioned Way (2001.) - The Hard Way (2004.) - Mac & Devin Go to High School (2011.) - Stoners (2012.) | - Murder Was The Case (1994.) - Smokefest Underground (1998.) - Dead Man Walkin' (2000.) - Bones (2001.) - Death Row: Snoop Doggy Dogg at His Best (2001.) - The Wash (2001.) - Snoop Dogg Presents...Doggy Style Allstars Vol. 1 (2002.) - Tha Dogg: Best of the Works (2003.) - Raw n Uncut Vol. 1: The Soundtrack (2003.) - Welcome to tha Chuuch: Da Album (2005.) - The Sound of Snoop Doggy Dogg (2006.) - Snoop Dogg Presents: Unreleased Heatrocks (2007.) - Snoop Dogg Presents The Big Squeeze (2007.) - Legend of Hip Hop (2007.) - Snoop Dogg: a Tribute to 2Pac (2007.) - Getcha Girl Dogg (2008.) - West Coast Flow (2008.) - Snoop Dogg Presents Christmas in tha Dogg House (2008.) - Death Row: The Lost Sessions Vol. 1 (2009.) - The West Coast Blueprint (2010.) - My #1 Priority (2010.) |

## Filmografija
| - Half Baked (1998.) - Caught Up (1998.) - Ride (1998.) - Documentary of Shawn (1998.) - Da Game of Life (1998.) - Whiteboys (1999.) - Up In Smoke Tour (2000.) - Crime Partners 2000 (2001.) - Baby Boy (2001.) - Training Day (2001.) - Bones (2001.) - The Wash (2001.) - Old School (2003.) - Pauly Shore Is Dead (2003.) - Malibu's Most Wanted (2003.) - Starsky & Hutch (2004.) - Soul Plane (2004.) - The L.A. Riot Spectacular (2005.) - Boss'n Up (2005.) - The Tenants (2006.) - Hood of Horror (2006.) - Singh Is Kinng (2008.) - Down for Life (2009.) - Falling Up (2009.) - Brüno (2009.) - Malice n Wonderland (2010.) - The Big Bang (2011.) | - The Show (1995.) - Tupac Shakur: Thug Angel: The Life of an Outlaw (2002.) - It's Black Entertainment (2002.) - The Real Cancun (2003.) - Letter to the President (2005.) - DPG Eulogy (2006.) - Mics on Fire (2010.) - Volcano High (2001.) - Racing Stripes (2005.) - Arthur and the Invisibles (2006.) - Arthur and the Minimoys (2007.) - Arthur and the Revenge of Maltazard (2009.) - Futurama: Into the Wild Green Yonder (2009.) - Xavier: Renegade Angel (2009.) - Hotel Transylvania (2012.) |

## Nagrade i nominacije

### Nagrada Grammy
Snoop Dogg je trinaest puta bio nominiran za nagradu Grammy za pjesme "Gin and Juice", "Beautiful", "Drop It Like It's Hot" i mnoge druge, ali ni jednu nije osvojio.
| Godina | Nominirano djelo                                               | Nagrada                                                               | Rezultat   |
| ------ | -------------------------------------------------------------- | --------------------------------------------------------------------- | ---------- |
| 1994.  | "Nuthin' but a 'G' Thang" (Dr. Dre feat. Snoop Dogg)           | Najbolja rap izvedba u grupi (Best Rap Performance by a Duo or Group) | Nominacija |
| 1995.  | "Gin and Juice"                                                | Najbolja solo rap izvedba (Best Rap Solo Performance)                 | Nominacija |
| 1996.  | "What Would You Do" (Tha Dogg Pound feat. Snoop Dogg & Jewell) | Najbolja rap izvedba u grupi (Best Rap Performance by a Duo or Group) | Nominacija |
| 2000.  | "Still D.R.E." (Dr. Dre feat. Snoop Dogg)                      | Najbolja rap izvedba u grupi (Best Rap Performance by a Duo or Group) | Nominacija |
| 2001.  | "The Next Episode" (Dr. Dre feat. Snoop Dogg)                  | Najbolja rap izvedba u grupi (Best Rap Performance by a Duo or Group) | Nominacija |
| 2004.  | "Beautiful" (feat. Pharrell)                                   | Najbolja rap suradnja (Best Rap/Sung Collaboration)                   | Nominacija |
| 2004.  | "Beautiful" (feat. Pharrell)                                   | Najbolja rap pjesma (Best Rap Song)                                   | Nominacija |
| 2005.  | "Drop It Like It's Hot" (feat. Pharrell)                       | Najbolja rap izvedba u grupi (Best Rap Performance by a Duo or Group) | Nominacija |
| 2005.  | "Drop It Like It's Hot" (feat. Pharrell)                       | Najbolja rap pjesma (Best Rap Song)                                   | Nominacija |
| 2006.  | "I Wanna Love You" (Akon feat. Snoop Dogg)                     | Najbolja rap suradnja (Best Rap/Sung Collaboration)                   | Nominacija |
| 2009.  | "Sexual Eruption"                                              | Najbolja rap pjesma (Best Rap Song)                                   | Nominacija |
| 2009.  | "Sexual Eruption"                                              | Najbolja solo rap izvedba (Best Rap Solo Performance)                 | Nominacija |
| 2011.  | "California Gurls" (Katy Perry feat. Snoop Dogg)               | Najbolja pop suradnja (Best Pop Collaboration With Vocals)            | Nominacija |